# Nathaniel Rich
Nathaniel Rich (* 5. März 1980 in New York City) ist ein US-amerikanischer Romancier und Essayist. Weltweite Bekanntheit erreichte er vor allem durch sein Werk Losing Earth (2019), in dem er aufzeigt, dass die Klimakrise, in der sich die Welt befindet, in den 1980er-Jahren hätte verhindert werden können, die Chance dazu jedoch verspielt wurde.

## Leben
Richs Eltern sind Gail Winston, Geschäftsführerin von HarperCollins, und Frank Rich, Autor für das New York Magazine und ehemaliger Kolumnist der New York Times. Sein jüngerer Bruder ist der Autor Simon Rich. Rich besuchte die Dalton School und studierte Literaturwissenschaften an der Yale University.

## Wirken
Richs Werk setzt sich, spätestens seit Odds Against Tomorrow mit der drohenden Apokalypse auseinander. Mit Losing Earth (2019) gelang ihm ein Welterfolg. Das Buch wurde u. a. ins Deutsche übersetzt.

## Veröffentlichungen (Auswahl)
- San Francisco Noir: The City in Film Noir from 1940 to the Present (2005)
- The Mayor’s Tongue (2008)
- Odds Against Tomorrow (2013)
- King Zeno (2018)
  - deutschsprachige Ausgabe: King Zeno, Rowohlt, Berlin 2020, ISBN 978-3-7371-0091-5.
- Losing Earth: A Recent History (2019)
  - deutschsprachige Ausgabe: Losing Earth, Rowohlt, Berlin 2019, ISBN 978-3-7371-0074-8.
- Second Nature: Scenes from a World Remade (2021)
  - deutschsprachige Ausgabe: Die zweite Schöpfung. Wie der Mensch die Natur für immer verändert, Rowohlt, Berlin 2022, ISBN 978-3-7371-0138-7.